# Наталовский сельский совет (Запорожский район)
Наталовский сельский совет (укр. Наталівська сільська рада) — входит в состав
Запорожского района
Запорожской области
Украины.
Административный центр сельского совета находится в 
с. Наталовка.

## История
Наталовский сельский совет был образован в 1939 году, из Наталовской волости, Александровского уезда, Екатеринославской губернии.
В 1954 году произошло объединение Наталовской и Степнянской сельских советов. Под руководство Наталовского сельского совета.
Но уже в 1976 году, Степнянский сельский совет снова стал самостоятельным.
11 ноября 2020 года, из-за трудностей с децентрализацией с сельских громадах. Депутатами Наталовского сельского совета и головой Степнянской сельской рады, было принято решение об объединении Наталовских и Степнянских сельских сельских громад.

## Географическое положение
Территория Наталовского сельского совета располагается на северо-востоке Запорожской области и Запорожского района. Граничит с Новоолександровским и Степнянским селскими советами. Находится на равнинной местности на приднепровской низменности. По территории сельского совета протекает река Мокрая Московка.

## Населённые пункты совета
- с. Наталовка
- пос. Ивано-Анновка
- с. Лежино
- с. Новостепнянское
- с. Череповское